# 奈良県道・大阪府道704号竹内河南線
奈良県道・大阪府道704号竹内河南線（ならけんどう・おおさかふどう704ごう たけのうちかなんせん）は、奈良県葛城市から大阪府南河内郡河南町に至る一般県府道である。

## 概要
奈良県葛城市竹内から大阪府南河内郡河南町大字寺田に至る。
府県境付近は平石峠に至る登山道・ハイキング道そのものである。市販の道路地図帳では分断して表記されているものの、国土地理院発行の地形図では府県道として記載されている。府道標識も設置されており、管理は地元の土木事務所管轄で行われる。
兵庫県道・大阪府道605号国崎野間口線と同様に悪路・狭路のため自転車を除く車両での通行は不可能な状態でありおまけに階段も設置されている。

### 路線データ
- 起点：奈良県葛城市竹内（国道166号交点）
- 終点：大阪府南河内郡河南町大字寺田（寺田交差点、大阪府道27号柏原駒ヶ谷千早赤阪線・大阪府道200号上河内富田林線交点）
- 車両通行不能区間：奈良県葛城市竹内 - 大阪府南河内郡河南町大字平石

## 路線状況

### 通称
- 平石峠越

### 道路施設

#### 橋梁
- 大阪府
  - 寺田橋（梅川、南河内郡河南町）

## 地理

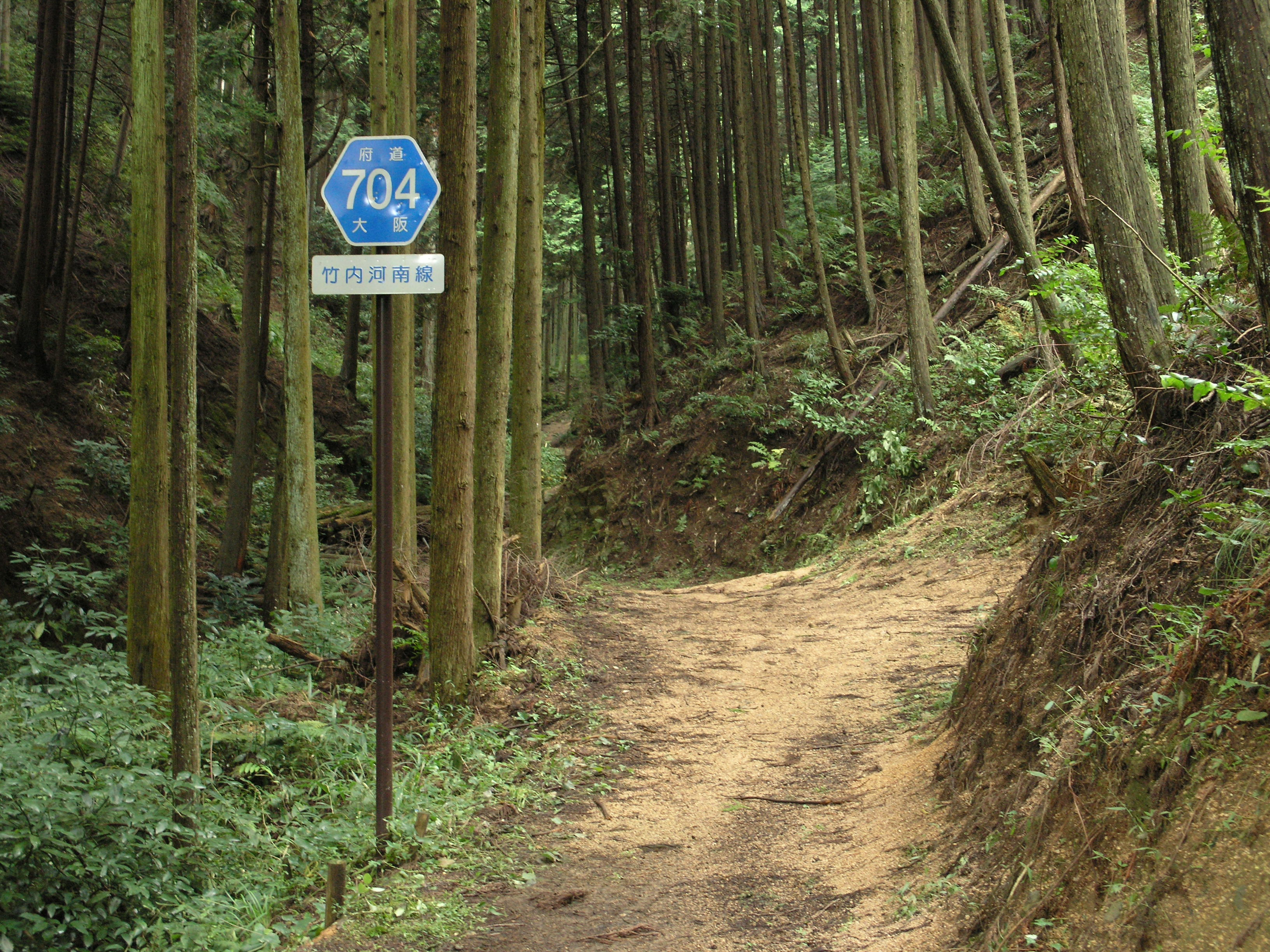
平石峠に至る道（大阪府南河内郡河南町大字平石）
（写真の場所から少し進んだ所で車両が通れない状態となる）

### 通過する自治体
- 奈良県
  - 葛城市
- 大阪府
  - 南河内郡河南町

### 交差する道路
| 交差する道路                                                 | 都道府県名 | 市町村名 | 市町村名 | 交差する場所 | 交差する場所      |
| ------------------------------------------------------------ | ---------- | -------- | -------- | ------------ | ----------------- |
| 国道166号                                                    | 奈良県     | 葛城市   | 葛城市   | 竹内         | 起点              |
| 国道166号 / E91 南阪奈道路                                   | 奈良県     | 葛城市   | 葛城市   | 竹内         | [ 注釈 1 ]        |
| 通行不能区間                                                 |            |          |          |              |                   |
| 大阪府南河内広域農道 / 南河内グリーンロード                  | 大阪府     | 南河内郡 | 河南町   | 大字平石     |                   |
| 大阪府道27号柏原駒ヶ谷千早赤阪線 大阪府道200号上河内富田林線 | 大阪府     | 南河内郡 | 河南町   | 大字寺田     | 寺田交差点 / 終点 |

### 沿線
- 高貴寺
- 河南町立総合体育館・ぷくぷくドーム

### 峠
- 奈良県
  - 平石峠（葛城市 - 南河内郡河南町）